# Karlavägen

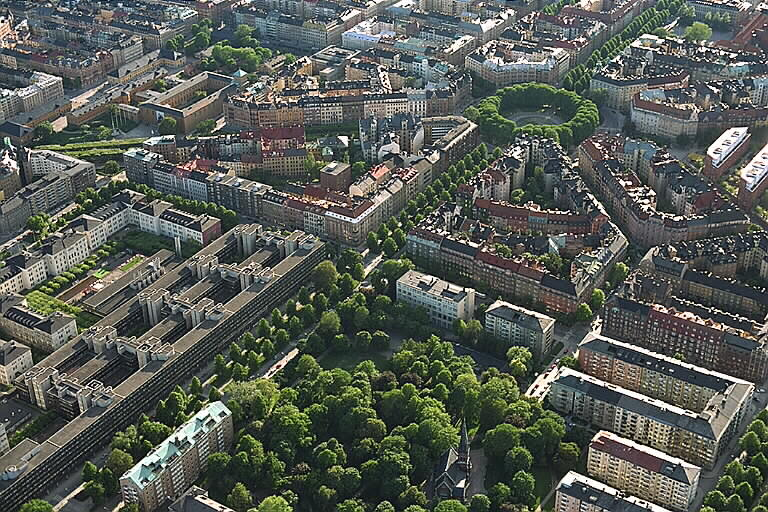
Karlavägen och Karlaplan från luften 1994.

Karlavägen är en esplanad på Östermalm i Stockholms innerstad. Gatan sträcker sig från Birger Jarlsgatan till Oxenstiernsgatan. Mellan Birger Jarlsgatan och Engelbrektsgatan är Karlavägen en vanlig gata kantad av breda trottoarer med planterade träd. I den övriga sträckningen är körfälten skilda åt av en bred allé med en gångväg i mitten. Karlavägen bryts tillfälligt av vid Karlaplan. Några kända byggnader längs Karlavägen är Engelbrektskyrkan, Arkitekturskolan KTH, Östra Reals Gymnasium och Garnisonen.

## Kollektivtrafik
Karlavägen trafikeras av flera olika busslinjer. Busshållplatser finns på Karlavägen vid Radiohuset (linje 4), Garnisonen (linje 4), Karlaplan (linje 67), Skeppargatan (linje 67), Nybrogatan (linje 1 och 67), Humlegården (linje 1 och 67) och Runebergsplan (linje 67). Tidigare fanns också en busshållplats på Karlavägen vid Engelbrektskyrkan som drogs in 2015. 
Tunnelbanan har två stationer med uppgång vid Karlavägen. Karlaplan har en uppgång mot Karlavägen vid Karlaplan och Stadion har en uppgång mot Karlavägen vid Nybrogatan. 

## Historik
Karlavägen var länge en enkel landsväg som gick under namn som Gröna Gatan och Norra Humlegårdsgatan. 1866 kom Albert Lindhagens nya stadsplan där Karlavägen pekades ut som en ny paradgata med Karlaplan som stjärnplats. 1868 hade man sprängt bort Tyskbagarbergen norr om gatan och på så vis möjliggjort bebyggelse även på gatans norra sida.

## Byggnader och verksamheter (urval)
- Skatan 1 (nr 11)

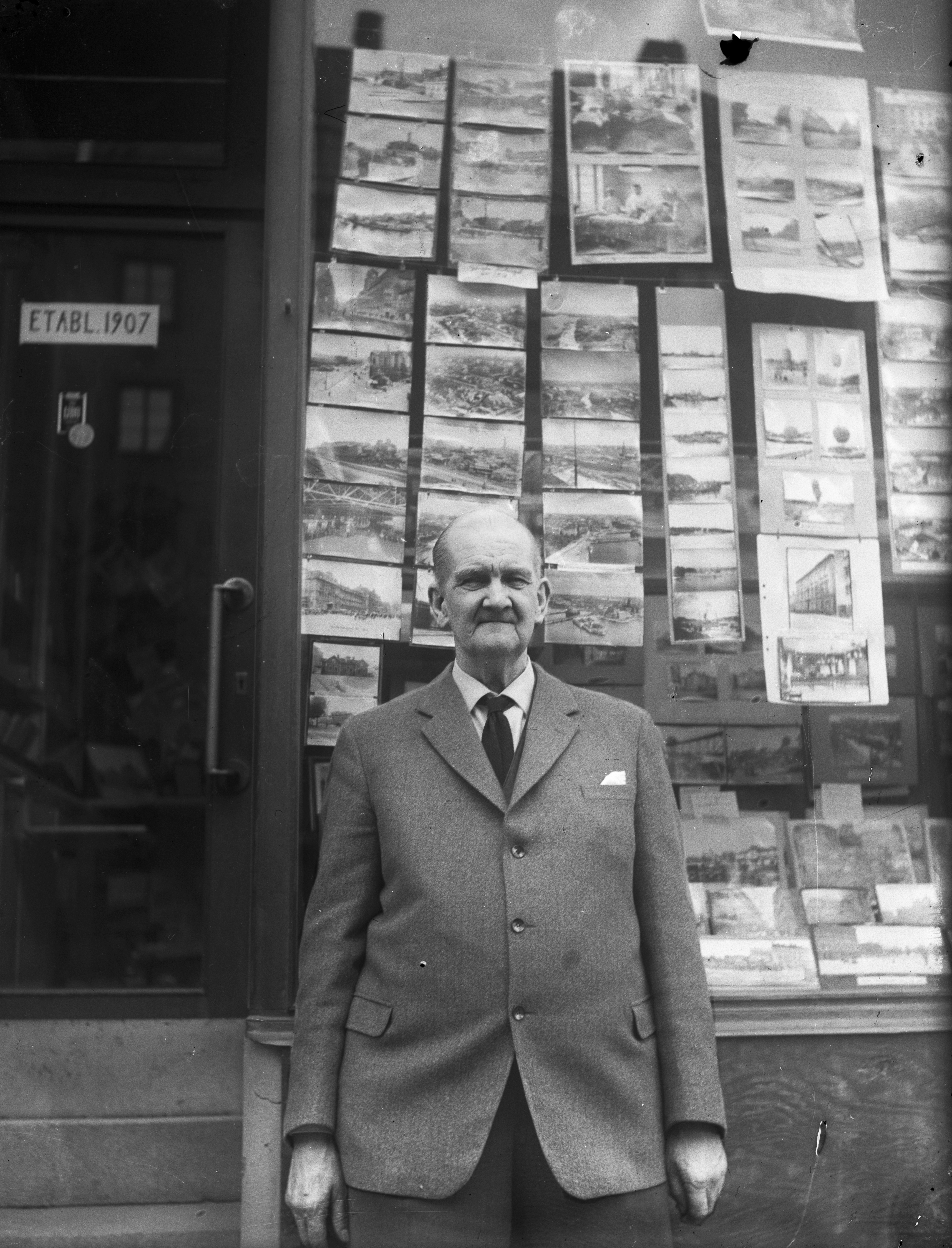
Axel Swinhufvud framför sin pappershandel, Karlavägen 27.

- Engelbrektskyrkans kolumbarium (nr 13)
- Tyska skolan (tidigare Anna Sandströms skola) (nr 25)
- Axel Swinhufvuds atejé och pappershandel (nr 27)
- Apoteket Älgen (nr 27)
- Bulgariens ambassad (nr 29)
- Natur & Kultur (nr 31)
- Skogsindustrihuset (nr 31)
- Adelsköldska villan (nr 33)
- Polens ambassad (nr 35)
- Malaysias ambassad (nr 37)
- Strindbergshuset (nr 40, rivet)
- Apoteket Elefanten (nr 51)
- Veterinärinstitutet (tidigare nr 53, rivet)
- Esplanad (biograf) (nr 54)
- Minan 9 (nr 78)
- Falkmanska villan (nr 81, rivet)
- Vedbäraren 18 (nr 85)
- Statens ljud- och bildarkiv (nr 98)
- Garnisonen (nr 96-112)

## Bilder

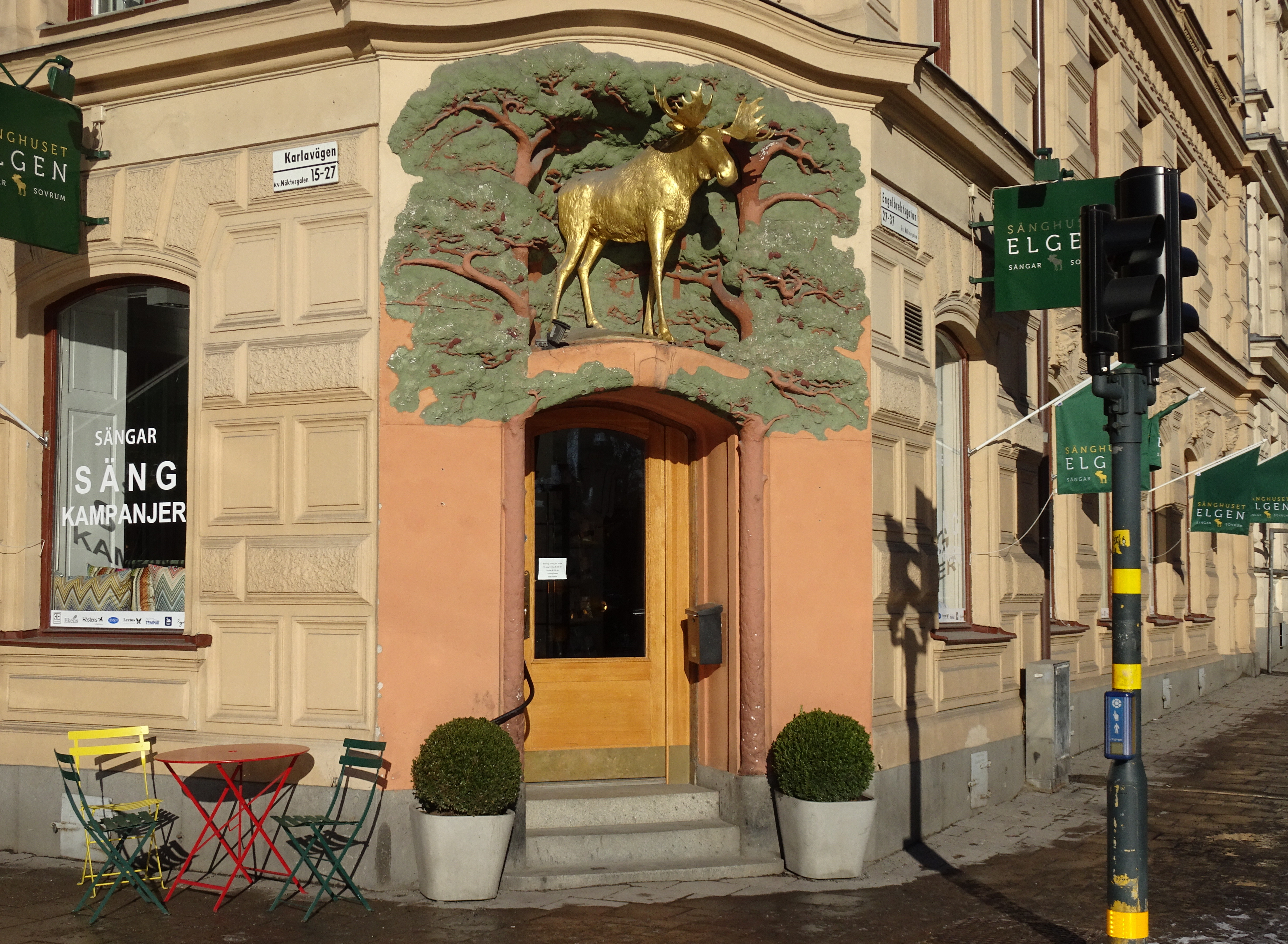
Apoteket Älgen.
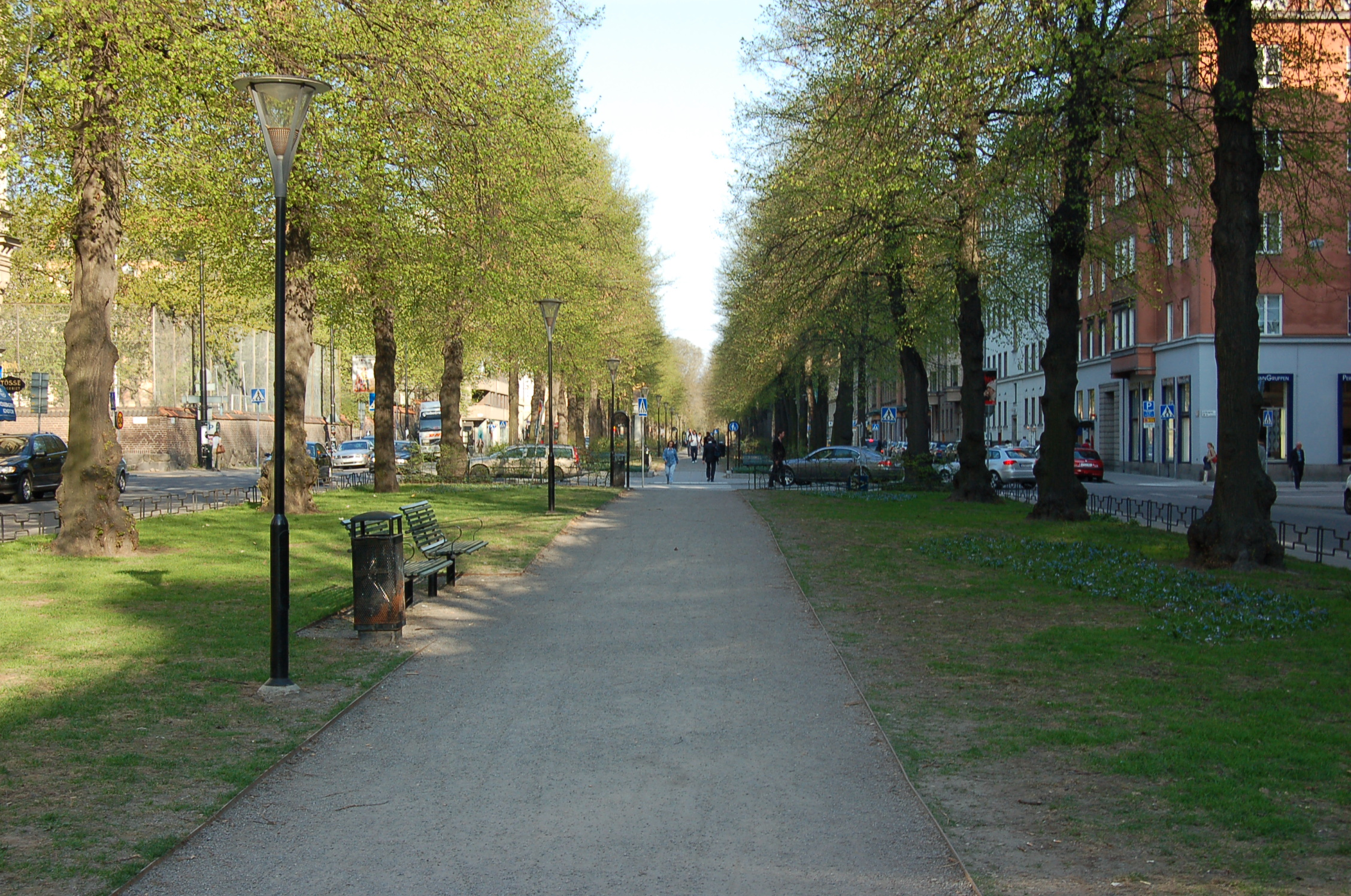
Karlavägen, allédelen, österut.
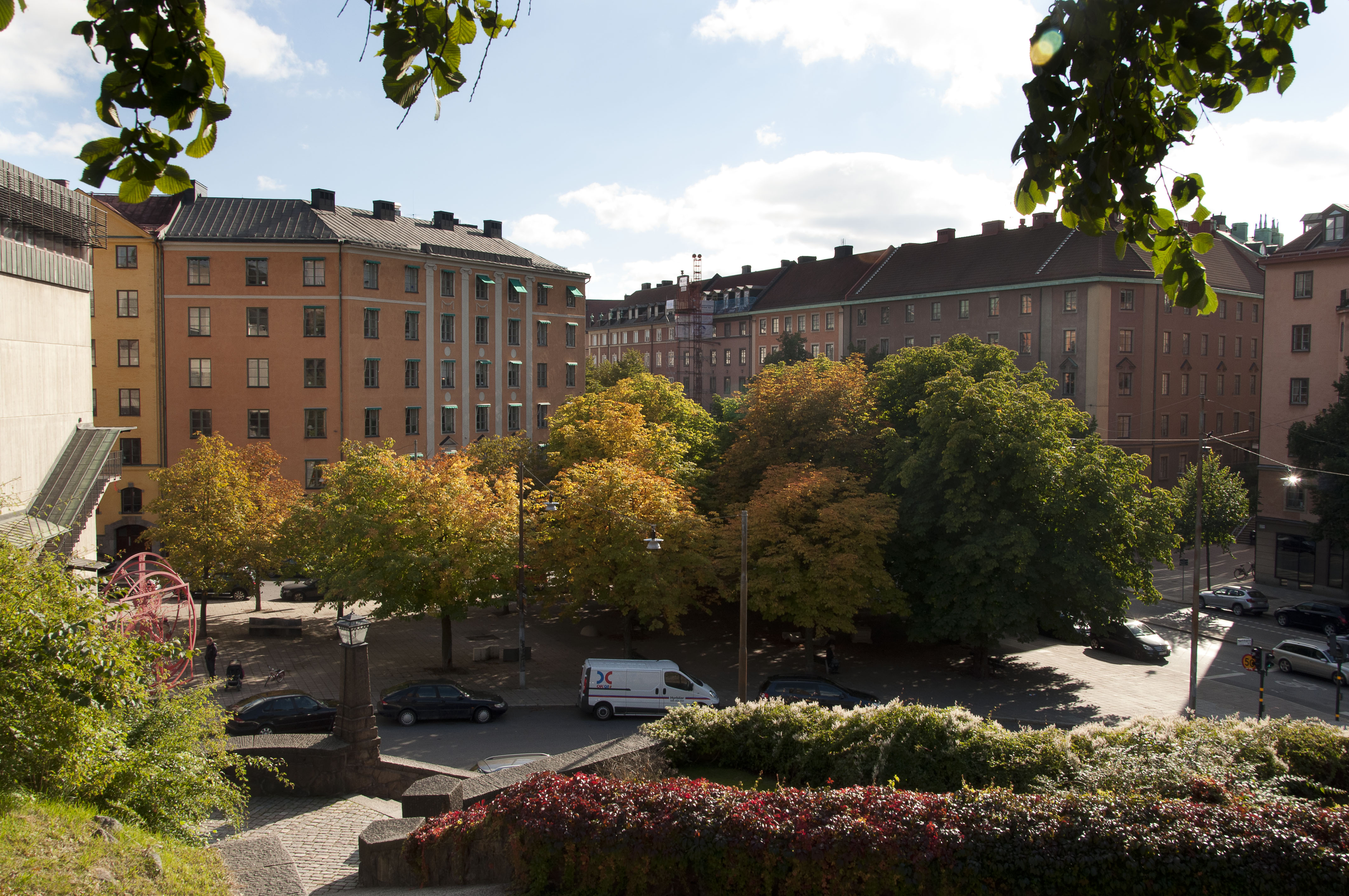
Karlavägen från Engelbrektskyrkan
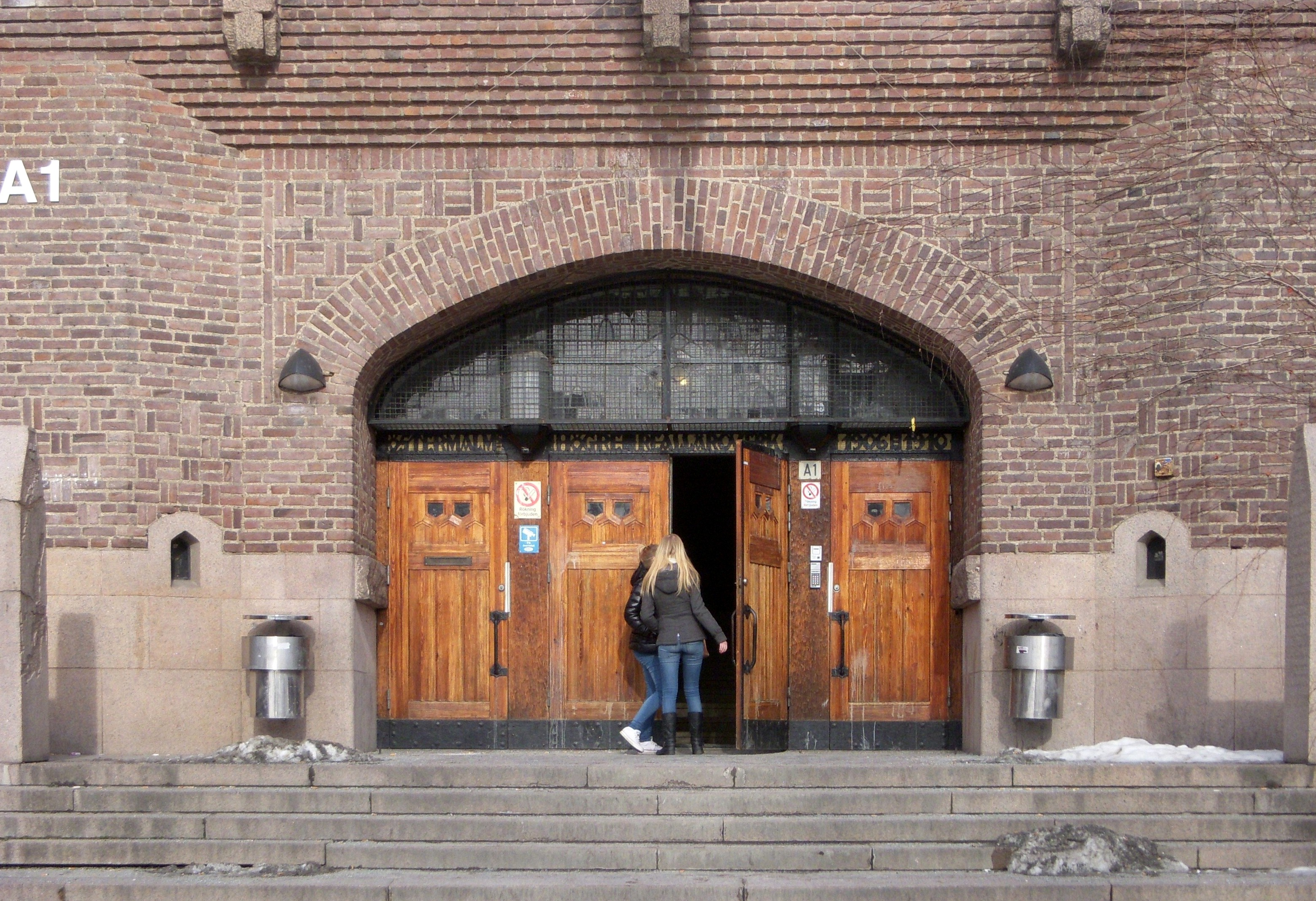
Östermalms gymnasium, portal.
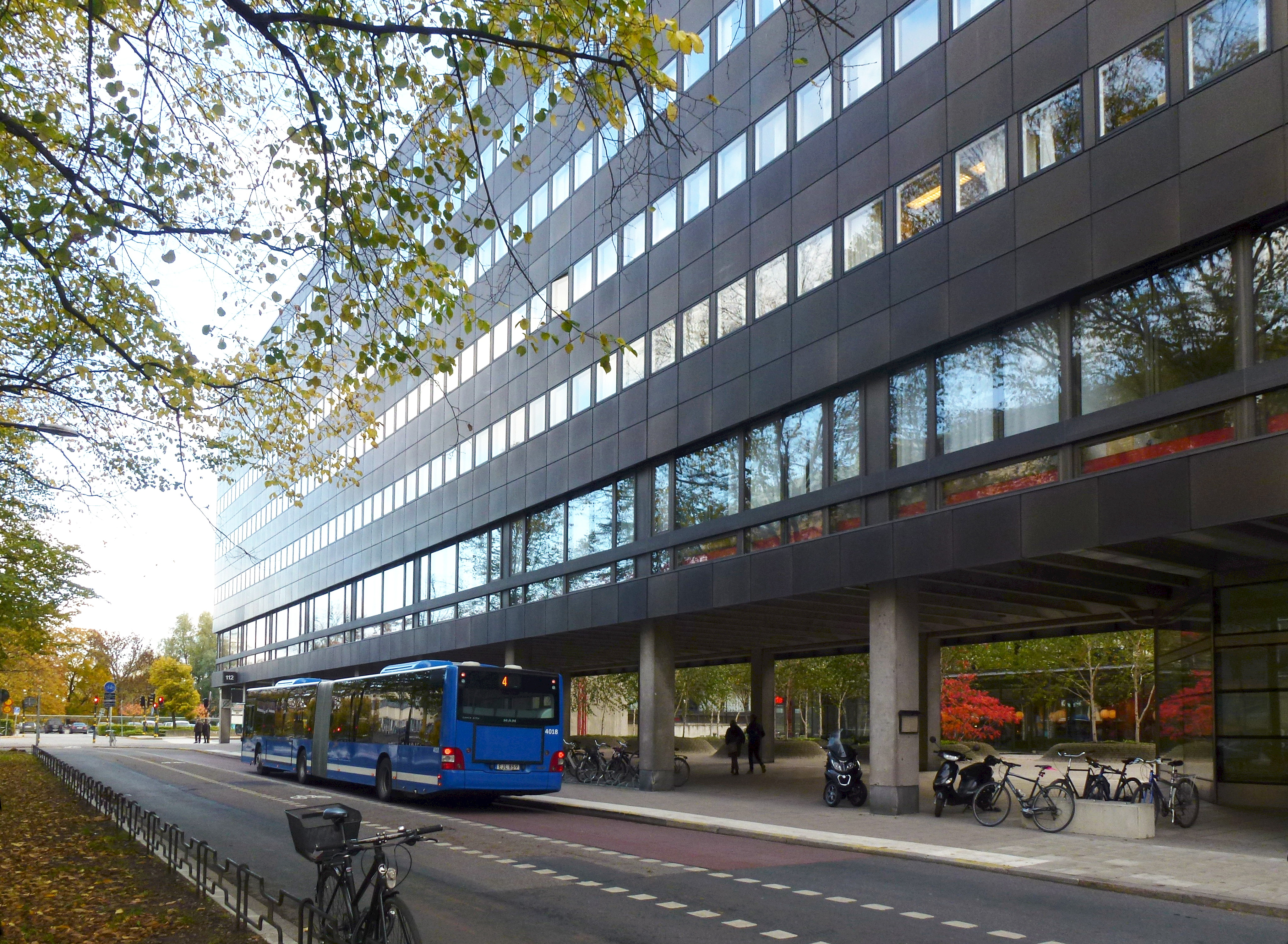
Garnisonen.

## Karlavägens skulpturgalleri
Utmed Karlavägen, från Engelbrektsgatan i väst till Banérgatan i öst, finns en av Sveriges största utomhussamlingar av offentlig konst.

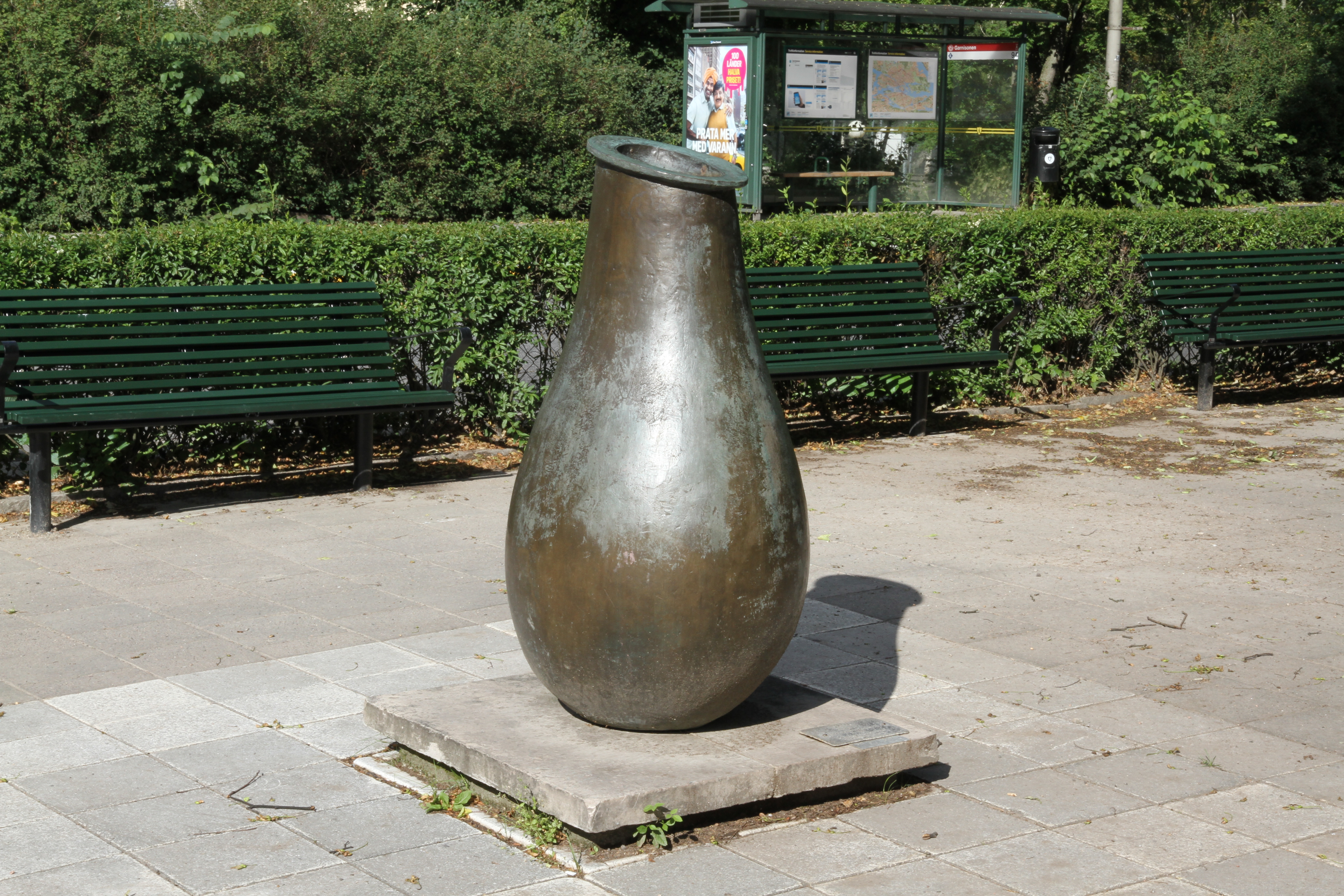
Urna av Hedy Joly-Dahlström.

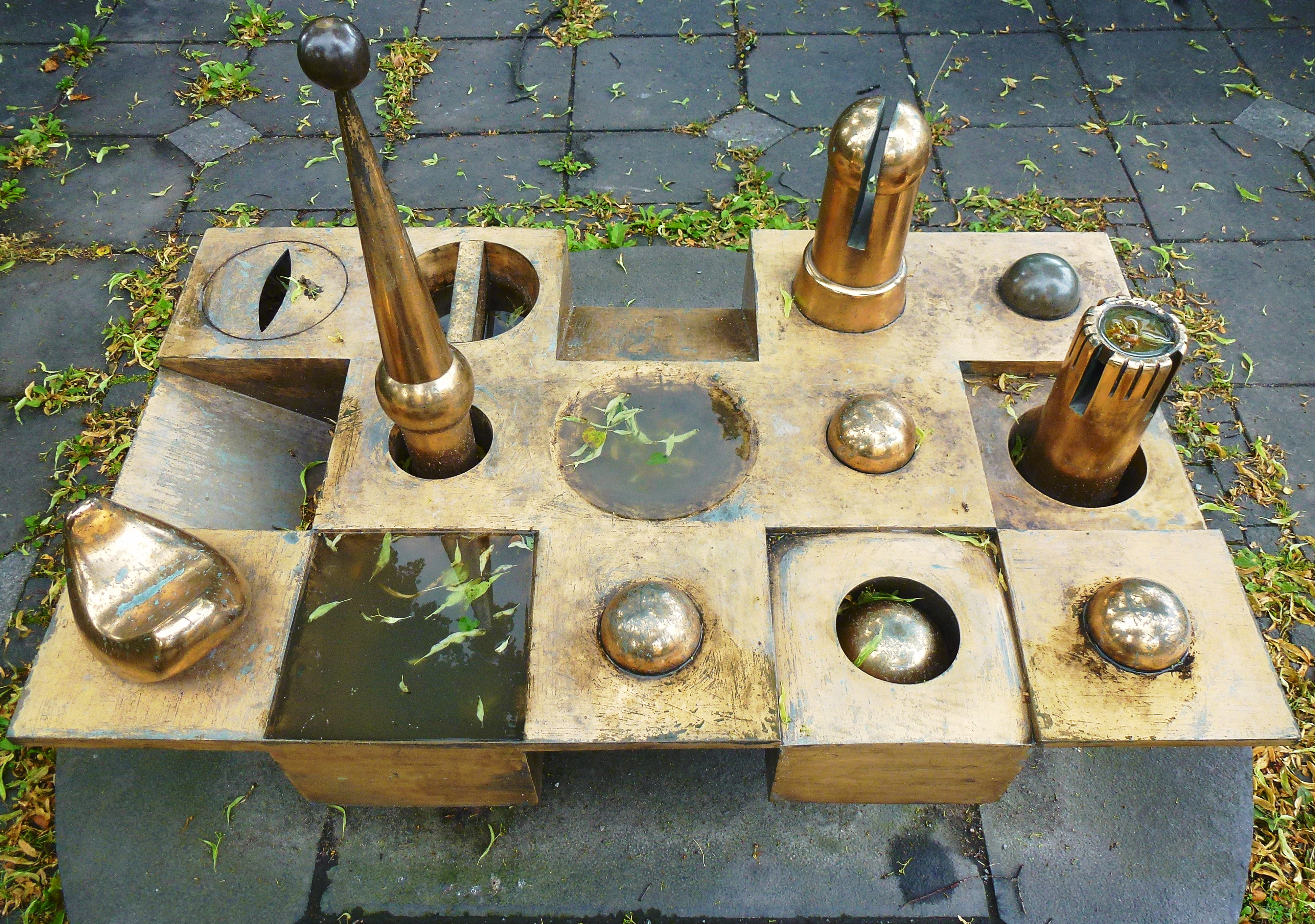
Staden av Lars-Erik Husberg.

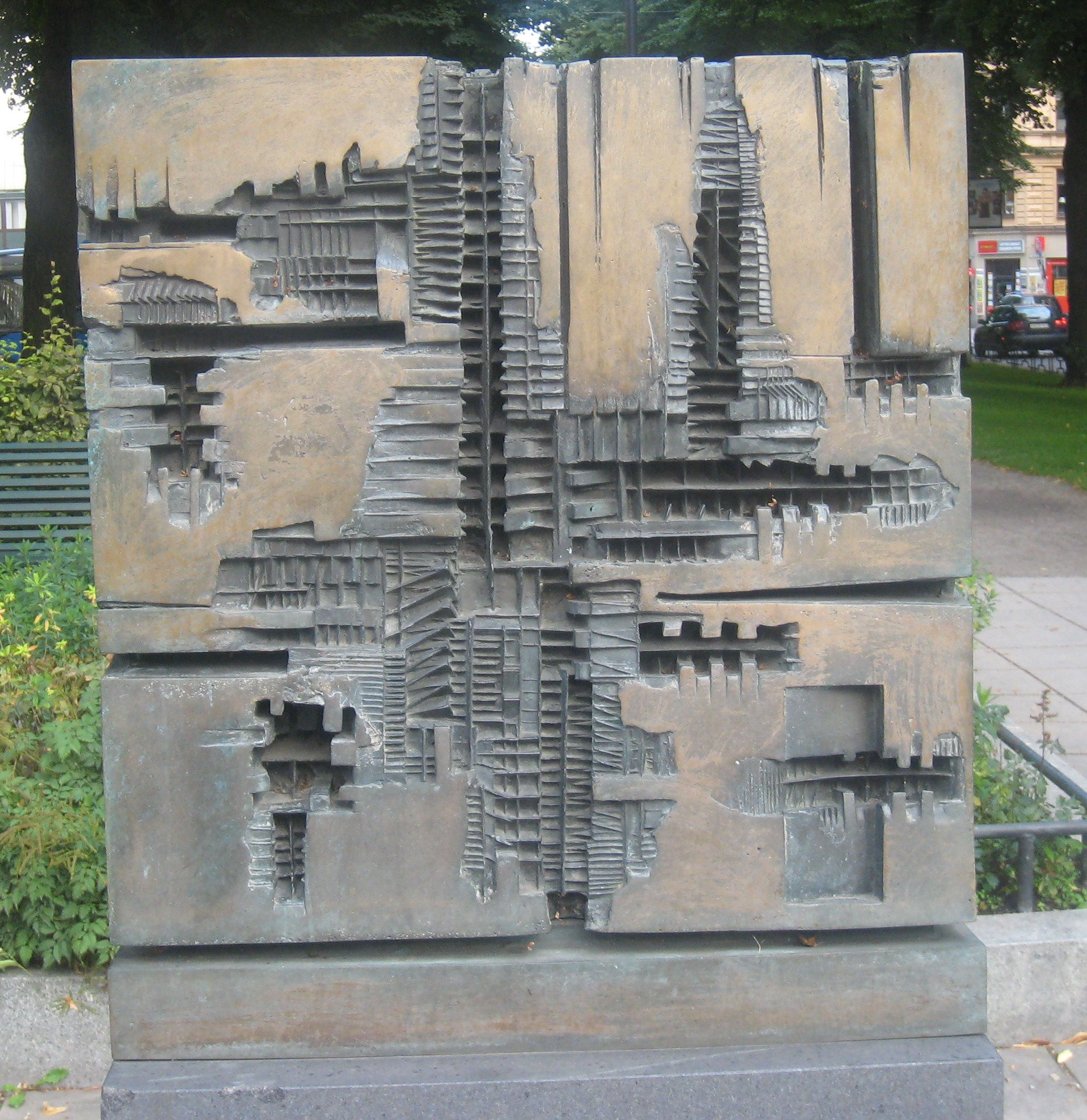
Scaola av Arnaldo Pomodoro.

### Konstverk i urval
- Älg, metall, ovanför ingången till före detta Apoteket Elgen (omkring 1903), av Carl Fagerberg (korsningen med Engelbrektsgatan)
- Staden (uppsatt 1967), brons, av Lars-Erik Husberg (korsningen med Engelbrektsgatan)
- La Campagne (uppsatt 1971),  brons, av Paul Cornet (vid Villagatan)
- Mimi (uppsatt 1967), brons, av Gunnar Nilsson (vid Floragatan)
- Apoteos till Norrland (1970-71), relief i röd älvdalssandsten, av Eric Grate på före detta LKAB-huset, Karlavägen 45 (korsningen med Sturegatan)
- Levande malm (uppsatt 1972), brons, av Willy Gordon (korsningen med Sturegatan)
- Scatola (uppsatt 1967), brons, av Arnaldo Pomodoro (korsningen med Sturegatan)
- Relief i sandsten (1965), av Lennart Berglund, vid entrén till Svenska Handelsbankens kontor (korsningen med Sturegatan)
- Exalterad torso (1961), marmor, av Christian Berg, i fönster till Svenska Handelsbankens kontor
- Ung man med handduk (1940, uppsatt 2004), brons, av Leo Holmgren (korsningen med Grev Turegatan)
- Man-häst-vagn (uppsatt 1967), brons, av Asmund Arle (korsningen med Nybrogatan)
- Kvinna med handspegel (1965, uppsatt 1967), brons, av Ebba Ahlmark-Hughes (korsningen med Sibyllegatan)
- August Blanche (uppsatt 1918), sandsten, av Aron Sandberg (vid Östra Real)
- Mötande havet (uppsatt 1980), brons, av Håkan Bonds (korsningen med Grevgatan)
- En inre delning (uppsatt 1980), marmor, av Gert Marcus (vid Karlaplan)
- Flygarmonumentet (uppsatt 1931), brons, av Carl Milles, Karlaplan vid Fältöversten)
- Jeanette (uppsatt 1967), brons, av Curt Thorsjö (vid Tysta gatan)
- Urna (uppsatt 1981), brons, av Hedy Jolly-Dahlström (korsningen med Banérgatan)